# Apurinã
L’apurinã est une langue arawak parlée en Amazonie au Brésil par les Apurinã (en), dans l’État d’Acre.

## Classification
L’apurinã fait partie des langues piro, un sous-groupe rattaché aux langues arawak méridionales dont font aussi partie l’inapari et le yine.